# Kremmen
Kremmen település Németországban, azon belül Brandenburgban. Lakosainak száma 7745 fő (2023. december 31.). Kremmen Oberkrämer, Fehrbellin és Neuruppin községekkel határos.

## Népesség
A település népességének változása:
| Lakosok száma | 2841 | 3304 | 2954 | 2729 | 2697 | 7231 | 7342 | 7102 | 7238 | 7745 |
|               | 1875 | 1939 | 1981 | 1991 | 1996 | 2001 | 2006 | 2010 | 2015 | 2023 |